# Esztergom
Pour les articles homonymes, voir Gran.
Esztergom ([ˈɛstɛɾgom] ; en allemand : Gran, en slovaque : Ostrihom, en turc : Estergon), anciennement Strigonie, est une localité hongroise au rang de Ville de droit comital, située dans le comitat de Komárom-Esztergom, à la frontière entre la Slovaquie et la Hongrie. Capitale de la Hongrie du Xe  au XIIIe siècle, la ville a joué un rôle très important dans l'histoire du pays. La cathédrale Saint-Adalbert, qui domine le Danube, est la plus grande basilique d'Europe centrale.

## Site
Esztergom est situé sur les bords du Danube, à la rencontre du Massif de Visegrád et du Pilis. La ville s'est rapidement développée sur les deux rives du Danube, lequel constitue depuis le traité de Trianon une frontière naturelle entre la Hongrie et la Slovaquie. L'ancien faubourg d'Esztergom, Štúrovo (en hongrois : Párkány) se situe désormais côté slovaque.

## Nom et attributs

### Toponymie
Il existe plusieurs hypothèses sur l'étymologie d'Esztergom, dont la première occurrence remonte à 1079. Une première piste renvoie au mot « Isztergam » comme association de deux toponymes : Iszter (qui désigne le Danube) et Gam (qui désigne la rivière Garam). D'autres rattachent le gom (gomb, gömb, gumó : « courbe ») au site d'Esztergom, sur le Coude du Danube. Une deuxième piste renvoie au mot « Iszterograd », qui renverrait également à la confluence avec la rivière Garam (üsztürü signifiant ici « rameau », « confluent »). Une troisième hypothèse tire les origines du toponyme de deux mots turco-bulgares : estrogin kupe (« armure en cuir ») et strgun (« tanneur »), ce qui s'expliquerait par la présence d'une corporation de tanneurs durant le Moyen-Âge. Il existe enfin une hypothèse slave : sztregomj (« ce sur quoi l'on fait attention »).
Esztergom a connu plusieurs dénominations durant l'Histoire : Isztergám ou Esztergám en hongrois ; Gran en allemand, dont la référence à la rivière Garam est explicite ; Estergon en turc ; Strigonium en latin (et dont sont issues les versions française, roumaine, italienne, espagnole anciennes ; respectivement : Strigonie, Strigoniu, Strigonia, Estrigonia) ; Strihom dans les langues slaves (Ostrihom en slovaque, Ostřihom en tchèque par exemple).
Il existe un toponyme vernaculaire : Egom et de nombreux surnoms : la « ville de saint Étienne » (Szent István városa), la « Sion hongroise » (a magyar Sion) ou la « Rome hongroise » (a magyar Róma), en raison de sa place dans l'histoire du catholicisme en Hongrie.

### Héraldique
| Blason de Esztergom | Blason  | |
| Blason de Esztergom | Détails | La partie supérieure du blason est inspirée du sceau de la ville (1299), tandis que la partie inférieure reprend les motifs du drapeau d'Esztergom, lui-même inspiré par les armes de la dynastie Árpád (avec néanmoins neuf lignes au lieu de huit). Le blason actuel a été dessiné en 1721 par Simon Grabmayer et gravé en 1771 sur le fronton de l'Hôtel de ville. Officiel |

## Histoire

### DuXeauXIIIesiècle: capitale de la Hongrie

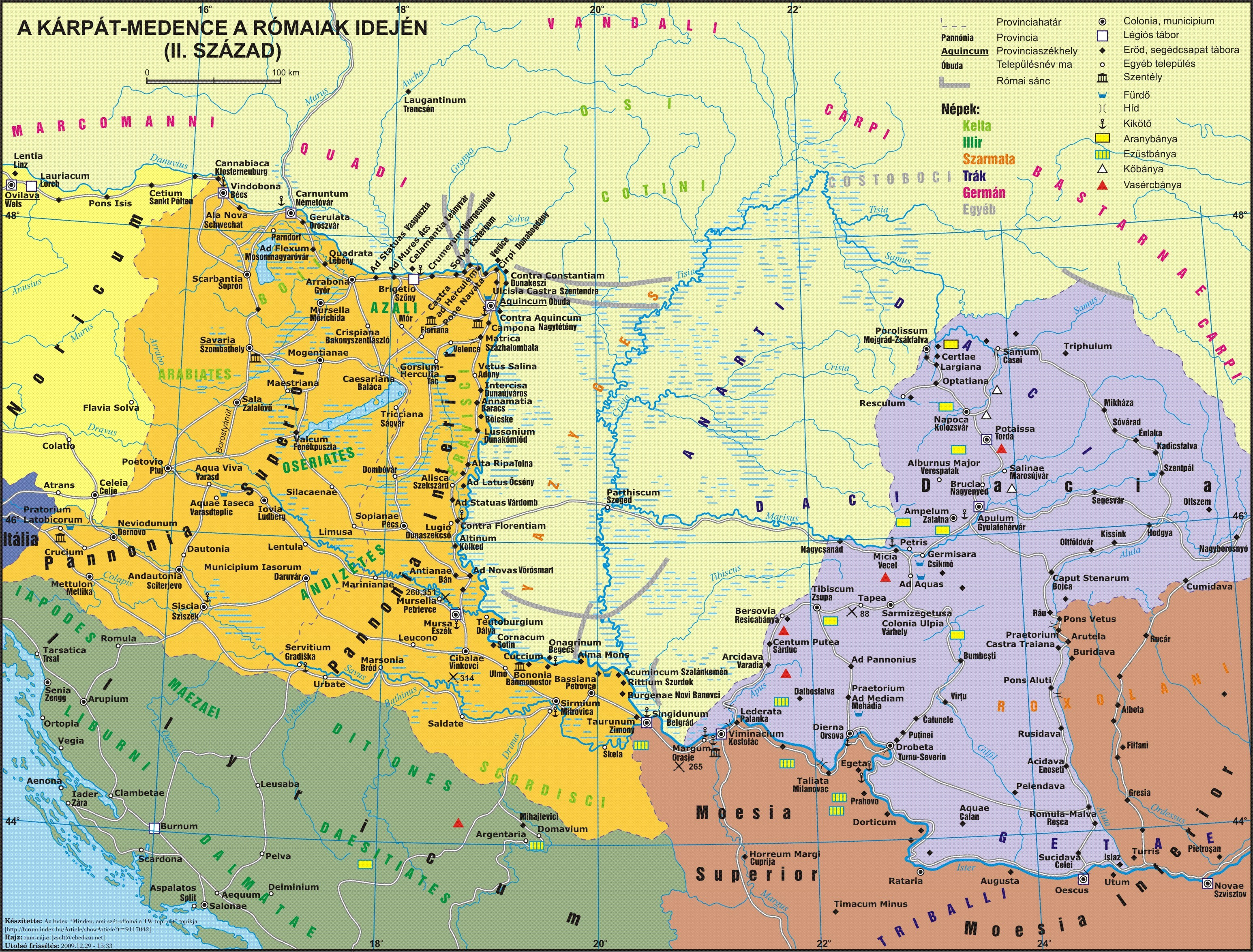
La Plaine de Pannonie au II.

Le site d'Esztergom est occupé dès l'époque préhistorique. Durant la période romaine, l'on trouve des mentions d'une localité, Salvio Mansio, à cet endroit. Les Romains y construisent une motte castrale du nom de Solva, partie intégrante du limes de Pannonie. Peu après l'occupation magyare du bassin des Carpates (années 890-900), le grand-prince Géza choisit Esztergom comme centre de son pouvoir. C'est dans cette ville que serait né son fils, Vajk, lequel y est baptisé sous le nom d'Étienne puis couronné roi de Hongrie en 1001. Sous le règne d'Étienne Ier, Esztergom devient le centre religieux du royaume : c'est sur la Colline du château (Várhegy) qu'est construite la première église cathédrale de Hongrie, qu'Étienne dédie à son instructeur saint Adalbert.
Esztergom est la capitale de la Hongrie du Xe  au XIIIe siècle. Durant le XIIe siècle, Esztergom devient un important centre politique que visitent notamment l'empereur germanique Conrad II et le roi des Francs Louis VII. Dans les années 1100, le statut de siège archiépiscopal d'Esztergom freine son développement urbain. En 1198, le roi Émeric place Esztergom sous la tutelle de l'archevêque. Dans les années 1200, la croissance d'Esztergom reprend sous l'impulsion de Béla IV qui dote la ville de nombreuses institutions.

### DuXIIIeauXVIIesiècle: champ d'affrontement entre empires
La basse-ville est complètement ravagée en 1242 par l'assaut des Tatars sur le Royaume de Hongrie, mais ces derniers ne parviennent pas à prendre la place forte. En 1301, Charles-Robert y est couronné roi de Hongrie de manière irrégulière. C'est à Esztergom que se constituent également au XIIIe siècle la plus grande communauté arménienne de Hongrie. Installés dès le XIe siècle dans un quartier séparé, les Juifs bénéficient d'une protection de l’archevêque et du roi en 1294 mais sont expulsés de la ville en 1526.

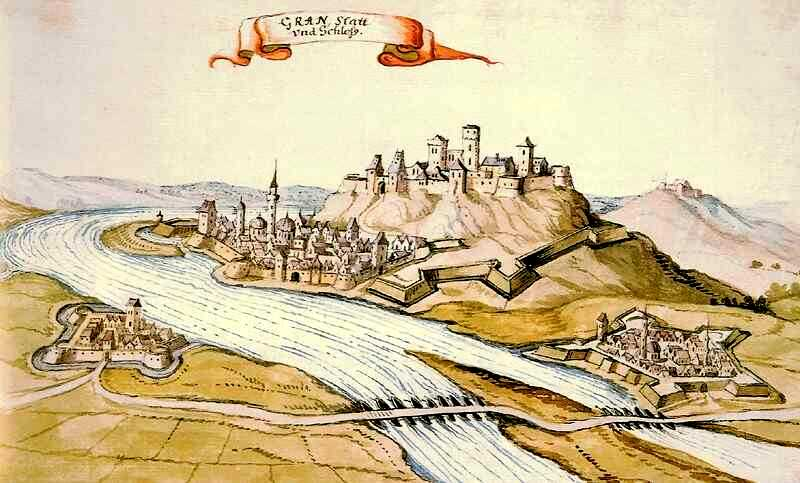
Esztergom durant la période ottomane.

Le 11 mai 1465, Jean Vitéz est promu archevêque d'Esztergom, primat de Hongrie. Sous son impulsion, la ville devient un important foyer culturel, qui attire des savants et artistes de toute l'Europe. Le développement de la Renaissance à Esztergom est interrompu par l'occupation ottomane de la ville en 1543. Les Ottomans en font la capitale du Sandjak d'Estergon et y construisent un minaret, un djami et des bains turcs. Esztergom est reprise le 3 septembre 1595 par les troupes de Miklós Pálffy, mais est réoccupée par les Ottomans en 1605. Sa libération définitive n'intervient qu'en 1683 lors de la bataille de Párkány, dont le roi polonais Jean III Sobieski sort victorieux.

### DuXVIIeauXXesiècle: restauration de la puissance et modernisation

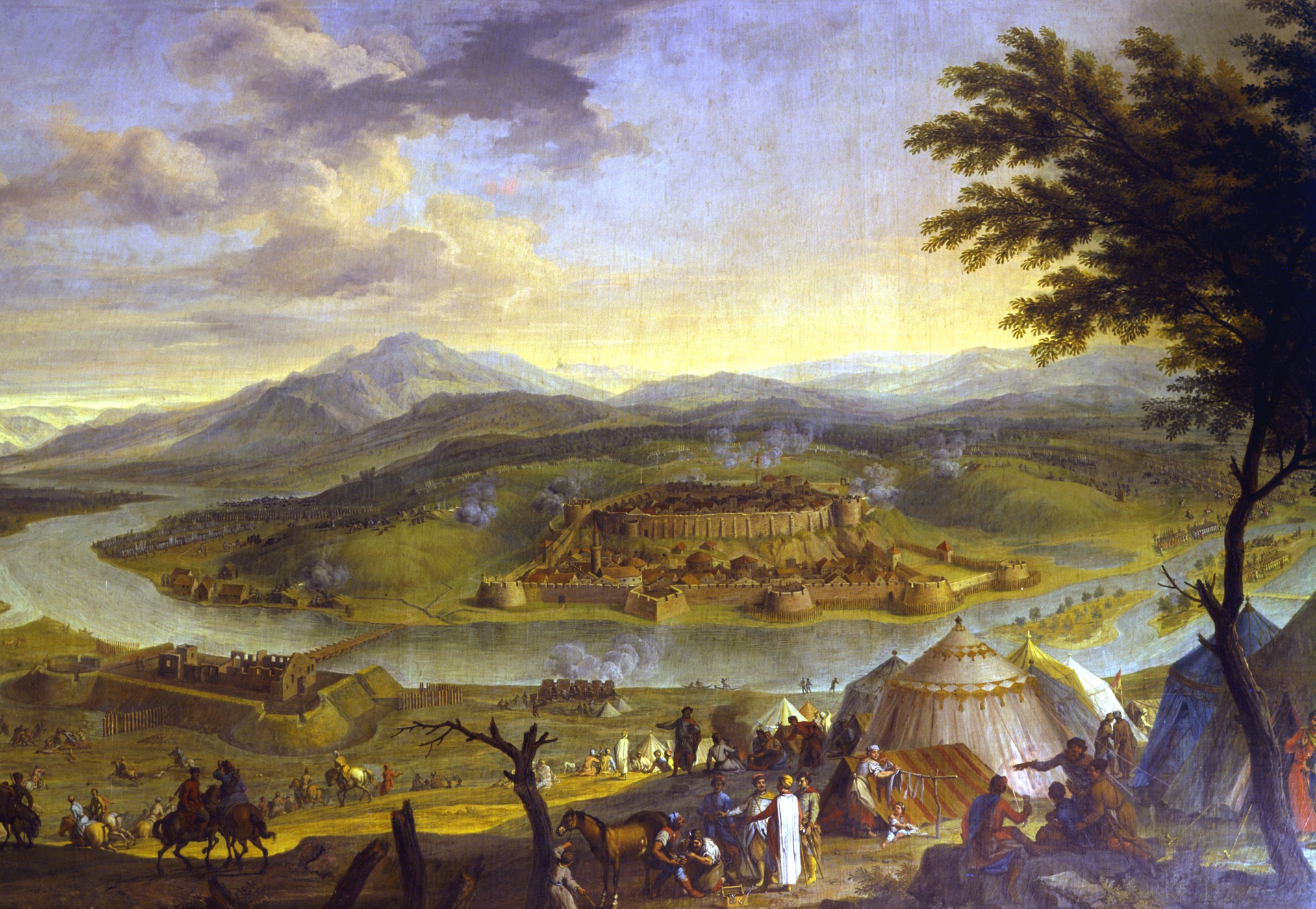
La prise de Gran en 1683 par Jean III Sobieski.

Le 16 septembre 1706, après le siège de six semaines par les Kuruc, la ville est occupée par François Rákóczi et ses troupes. Après le déguerpissement des Kuruc, Esztergom tombe sous domination autrichienne et retrouve en 1708 son statut de ville libre royale. Le clergé catholique ayant fui en raison du joug ottoman, ne retrouve ses places qu'en 1820. C'est à cette époque qu'est d'ailleurs lancée la construction de l'imposante basilique actuelle, en 1822. Son inauguration en 1856 est honorée par la présence de l'empereur François-Joseph et du compositeur austro-hongrois Franz Liszt. Ce dernier donne un concert pour l'occasion et joue pour la première fois sa Messe d'Esztergom.
Durant la révolution hongroise de 1848, la ville est visitée par Lajos Kossuth et István Széchenyi. Le 16 avril 1849, l'armée révolutionnaire hongroise triomphe à Esztergom des troupes impériales autrichiennes. En 1876, Esztergom perd ses prérogatives de ville de droit municipal et est rétrogradée au rang de ville pourvue d'un conseil dirigé car sa population n'atteignait pas les 15 000 habitants nécessaires. Le pouvoir lui maintient néanmoins son rang honorifique de ville royale et de siège du comitat d'Esztergom. Esztergom est raccordé au système ferroviaire hongrois en 1891 avec l'ouverture de la ligne d'Esztergom à Almásfüzítő. En 1895 sont inaugurés la ligne d'Óbuda à Esztergom ainsi que le pont Marie-Valérie sur le Danube. C'est cette même année qu'Esztergom est officiellement unie à Víziváros (ville-basse correspondant au quartier épiscopal), Szenttamás et Szentgyörgymező.

### AuXXesiècle: une petite ville frontalière en relatif déclin

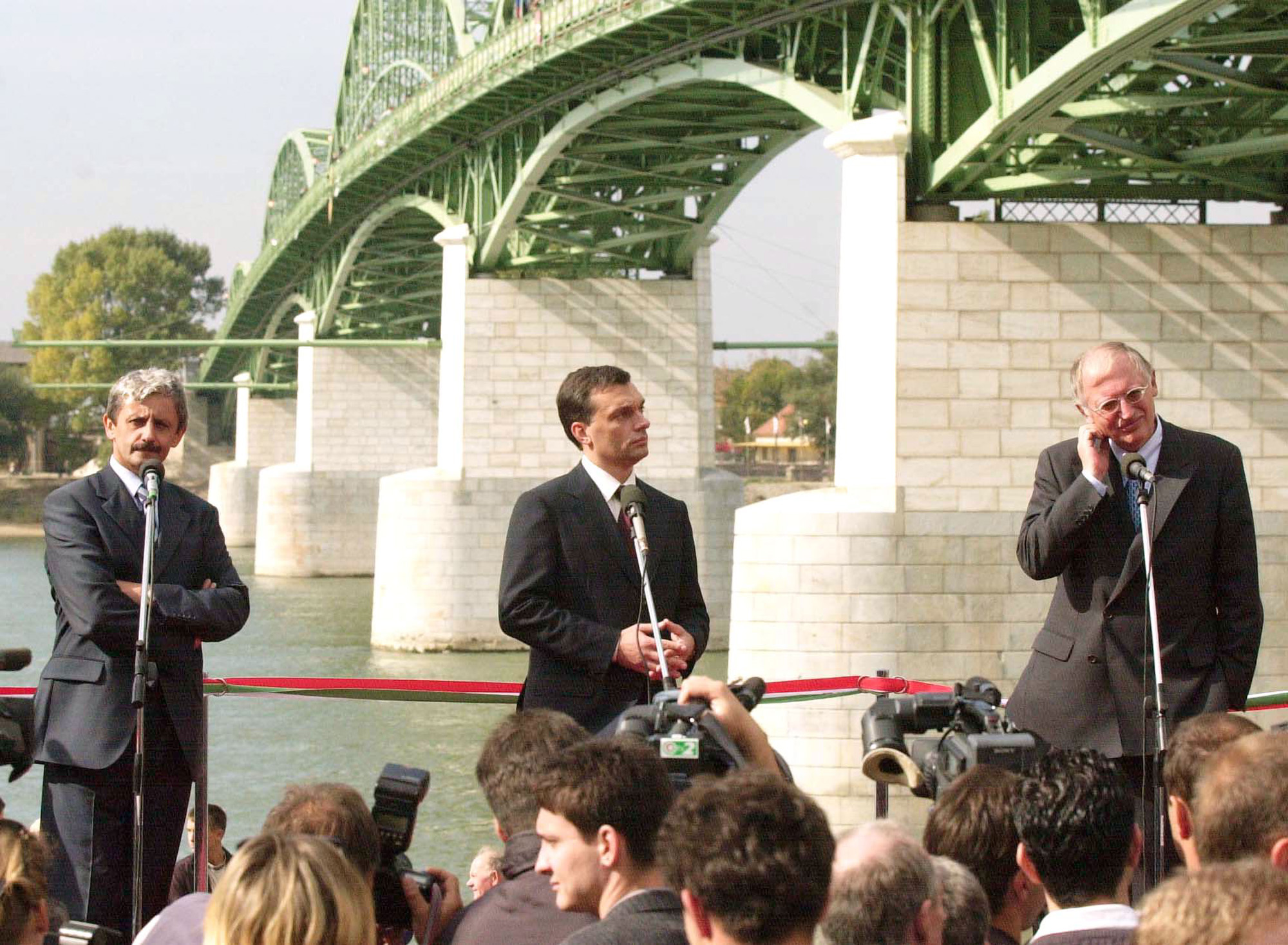
Le président slovaque Mikuláš Dzurinda, le premier ministre hongrois Viktor Orbán et le commissaire européen Günter Verheugen lors de l'inauguration du pont Marie-Valérie en 2001.

À la suite du traité de Trianon (1920) qui fait du Danube la limite entre la Hongrie et la Tchécoslovaquie naissante, Esztergom devient une ville frontalière et perd l'essentiel de son arrière-pays. Le pont Marie-Valérie, détruit par les troupes tchèques en 1919, n'est reconstruit qu'en 1927. Dans la nouvelle organisation territoriale de la Hongrie, Esztergom devient le siège du comitat de Komárom és Esztergom. Au cours de la Seconde Guerre mondiale, le pont Marie-Valérie est détruit par les troupes allemandes. La population locale souffre du conflit et sa petite communauté juive est déportée à Auschwitz en 1944. Le 26 décembre 1944, les Soviétiques prennent la ville aux Allemands, laquelle est de nouveau occupée le 7 janvier 1945 par la coalition germano-hongroise.
Esztergom reste officiellement le siège du comitat de Komárom-Esztergom jusqu'en 1952, deux années après l'adoption de la réforme de l'organisation comitale. Les institutions comitales déménagent péniblement à Tatabánya, le cadastre, les archives, la prison et le tribunal restant à Esztergom jusqu'à la fin des années 1980. Le pont Marie-Valérie n'est reconstruit qu'en 2001.

## Population
En 2015, Esztergom comptait 28 102 habitants, ce qui montre une baisse démographique constante depuis 2010.
| 1820   | 1824   | 1850   | 1867   | 1869   | 1880   | 1890   | 1893   | 1900   |
| ------ | ------ | ------ | ------ | ------ | ------ | ------ | ------ | ------ |
| 10 169 | 11 157 | 11 661 | 11 215 | 14 512 | 14 944 | 16 749 | 15 749 | 16 948 |

| 1910   | 1930   | 1943   | 1949   | 1957   | 1967   | 1980   | 1990   | 2001   |
| ------ | ------ | ------ | ------ | ------ | ------ | ------ | ------ | ------ |
| 17 881 | 17 354 | 22 170 | 20 040 | 34 000 | 26 000 | 30 870 | 28 730 | 29 092 |

| 2005   | 2011   | 2015   | - | - | - | - | - | - |
| ------ | ------ | ------ | - | - | - | - | - | - |
| 29 769 | 28 759 | 28 102 | - | - | - | - | - | - |

## Équipements

### Éducation
Il existe dix écoles élémentaires (általános iskola) actuellement en fonctionnement à Esztergom, huit établissements d'enseignement secondaire ainsi qu'un certain nombre d'organismes d'enseignement supérieur. Parmi ces derniers : la chaire János Vitéz de l'Université catholique Péter Pázmány ainsi que son département des technologies de l'information, des antennes de l'école supérieure Dénes Gábor et de l'université Saint-Étienne, l'école supérieure de théologie et l'institut épiscopal de formation des prêtres.

## Galerie d'images

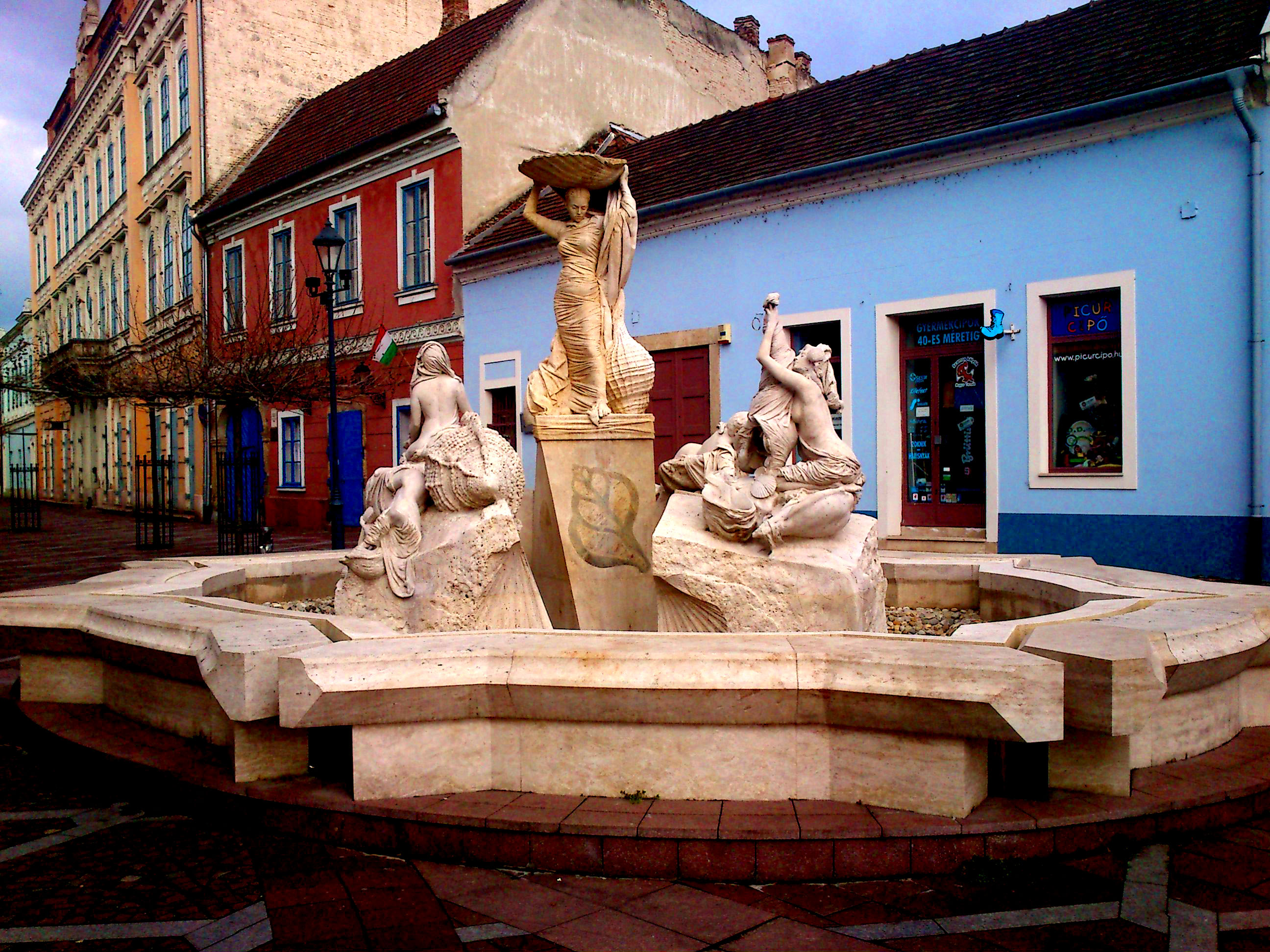
Fontaine.
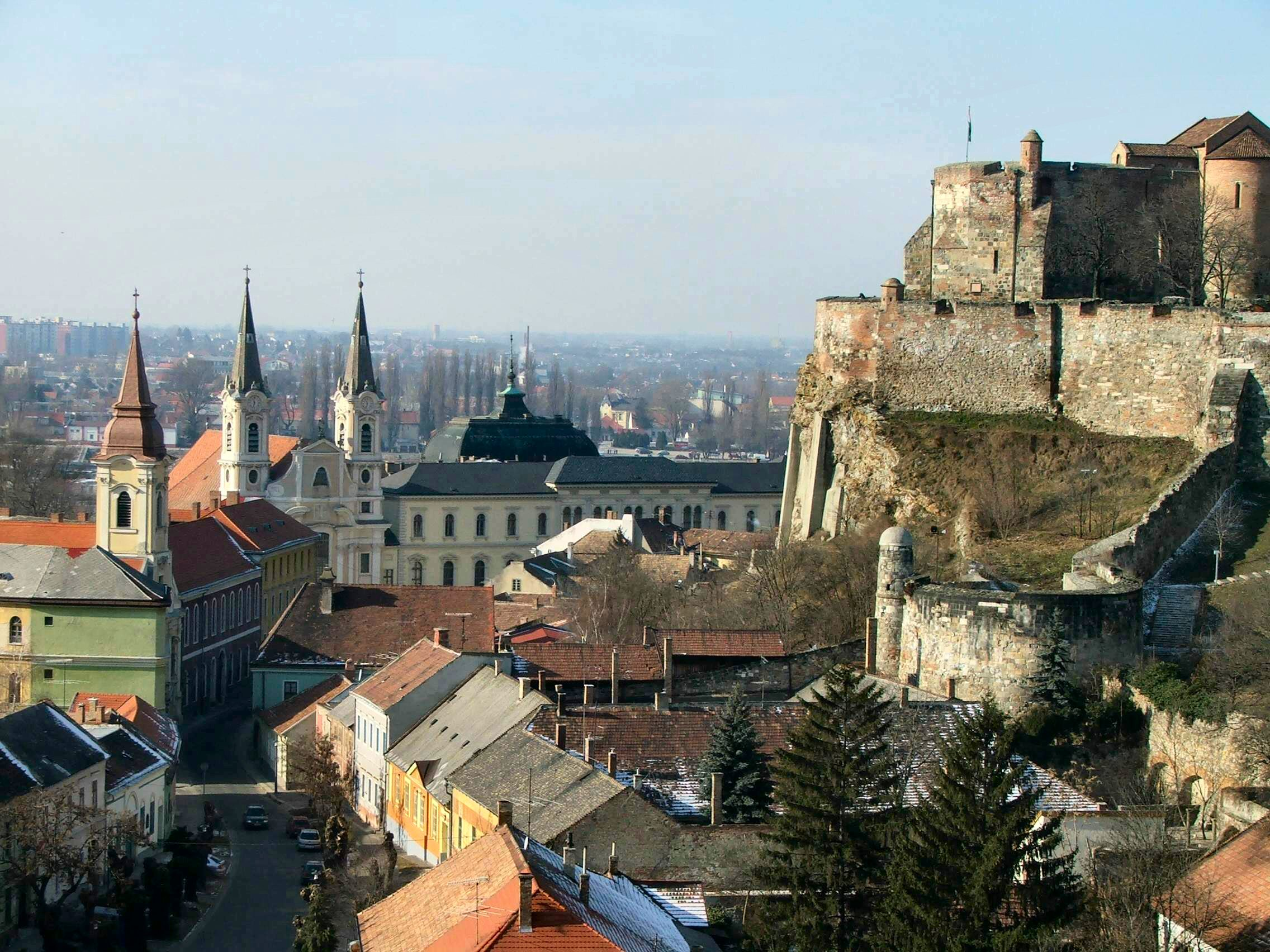
Vue de la ville.
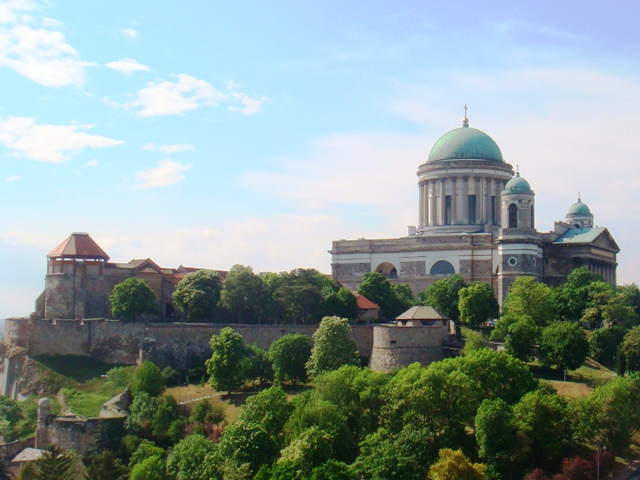
Basilique de la ville.
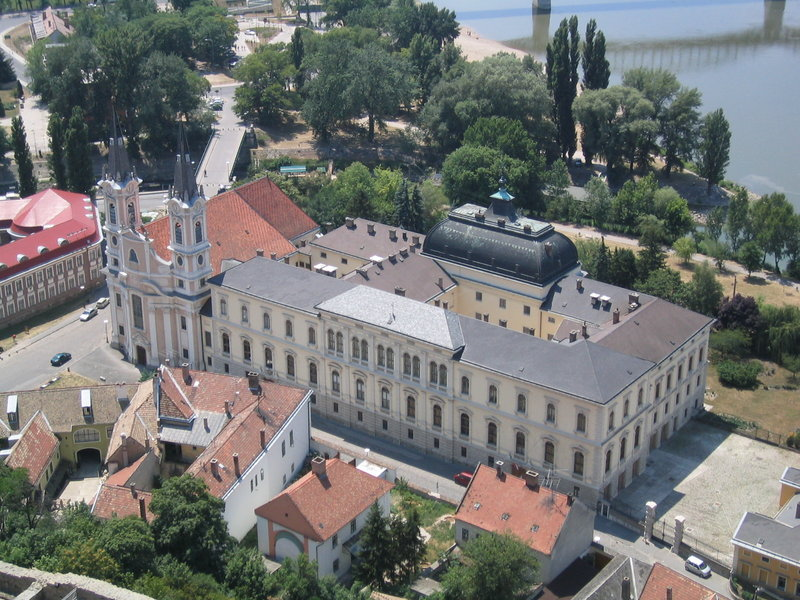
Palais primatial, église et musée ecclésiastique.
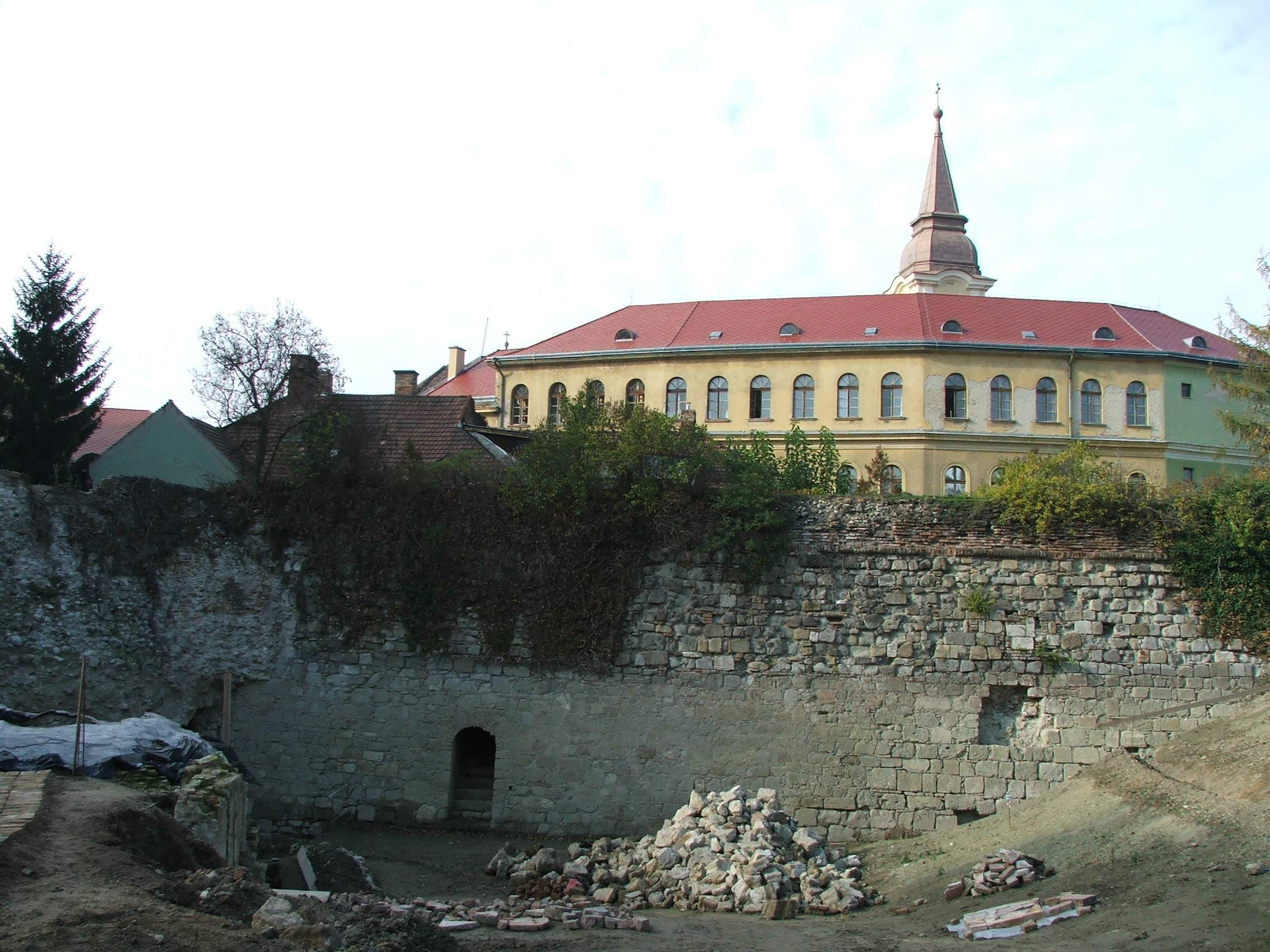
Le bastillon

## Médias et société civile
Réka Krempf, originaire d'Esztergom, est une kick-boxeuse de haut niveau international.

## Cultes

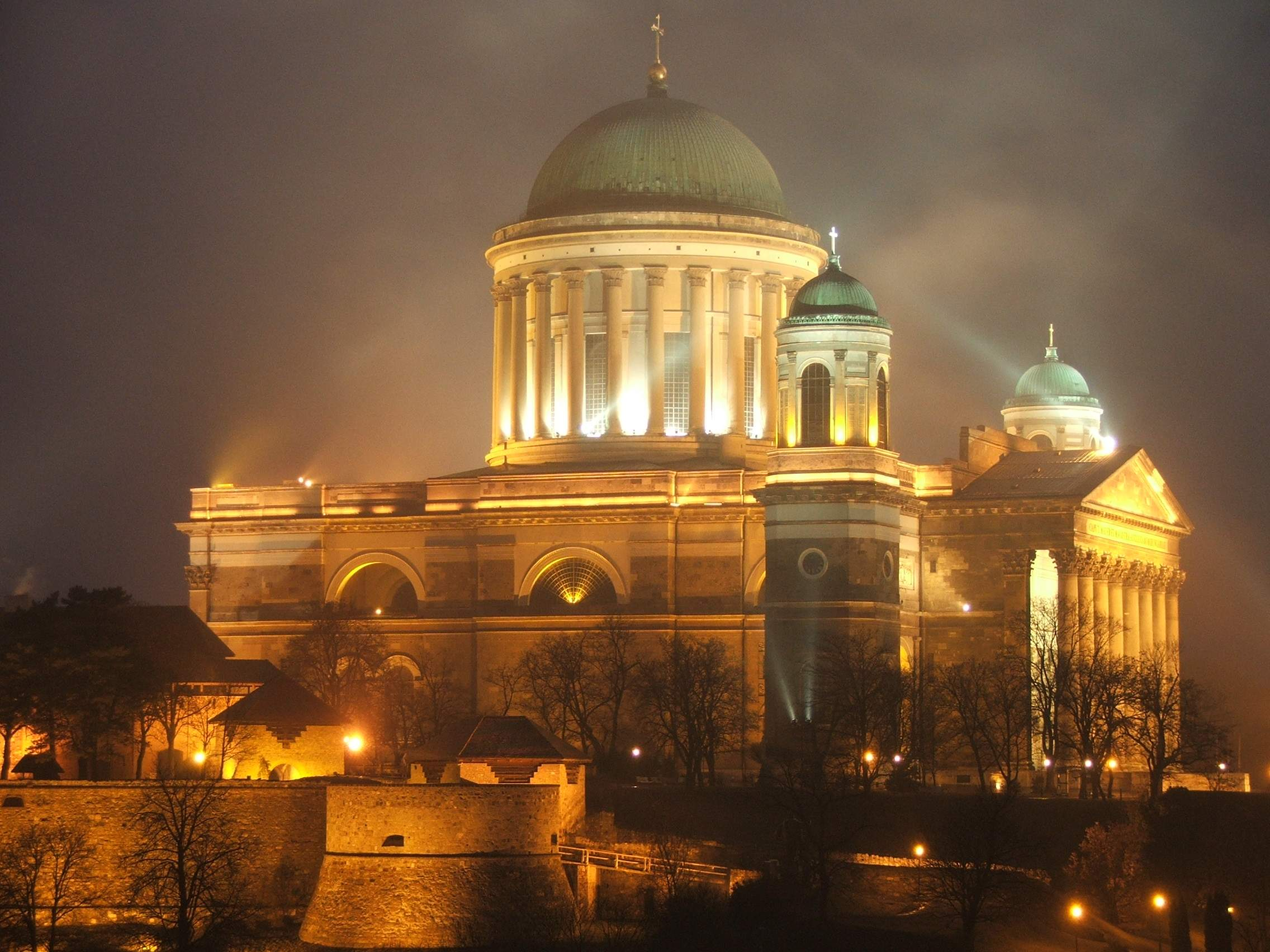
La cathédrale Saint-Adalbert, siège de la primatie de Hongrie.

Esztergom est la capitale ecclésiastique de la Hongrie, l'archevêque de la ville portant le titre de prince-primat de Hongrie. La prise de la ville par les Turcs en 1543 interrompit les activités ecclésiastiques avec la fuite de l'archevêque. L'Église ne se rétablit à Esztergom qu'au début du XIXe siècle avec notamment l'édification de la cathédrale Saint-Adalbert, vaste édifice néo-classique dont le dôme central s'élève à une hauteur de près de 100 mètres. Le compositeur hongrois Franz Liszt composa une Missa solemnis qui fut jouée lors de son inauguration.

## Relations internationales

### Jumelages
Les villes jumelles d'Esztergom sont:
| Ville | Ville      | Pays | Pays        | Période     |
| ----- | ---------- | ---- | ----------- | ----------- |
|       | Bamberg    |      | Allemagne   | depuis 1992 |
|       | Cambrai    |      | France      | depuis 1992 |
|       | Canterbury |      | Royaume-Uni | depuis 2004 |
|       | Ehingen    |      | Allemagne   | depuis 1992 |
|       | Espoo      |      | Finlande    | depuis 1974 |
|       | Gniezno    |      | Pologne     | depuis 1994 |
|       | Maintal    |      | Allemagne   | depuis 1993 |
|       | Mariazell  |      | Autriche    | depuis 2002 |
|       | Štúrovo    |      | Slovaquie   | depuis 1991 |

## Personnalités liées à la ville
- Béla Vörös, sculpteur, né à Esztergom.
- József Mindszenty, homme d’Église, archevêque d’Esztergom, inhumé dans cette ville.
- Tibor Pézsa (1935-), champion olympique d'escrime, né à Esztergom.
- Tamás Bakócz (1442 – 1521) archevêque
- Helene von Bolváry (1892-1943), actrice
- Tamás Hajnal (1981–), footballeur
- Márta Kurtág (1927 – 2019), pianiste classique
- Jozef Murgaš (1864 – 1929), inventeur
- Nándor Zsolt (1887-1936), chef d'orchestre